# Vanessa Gattung

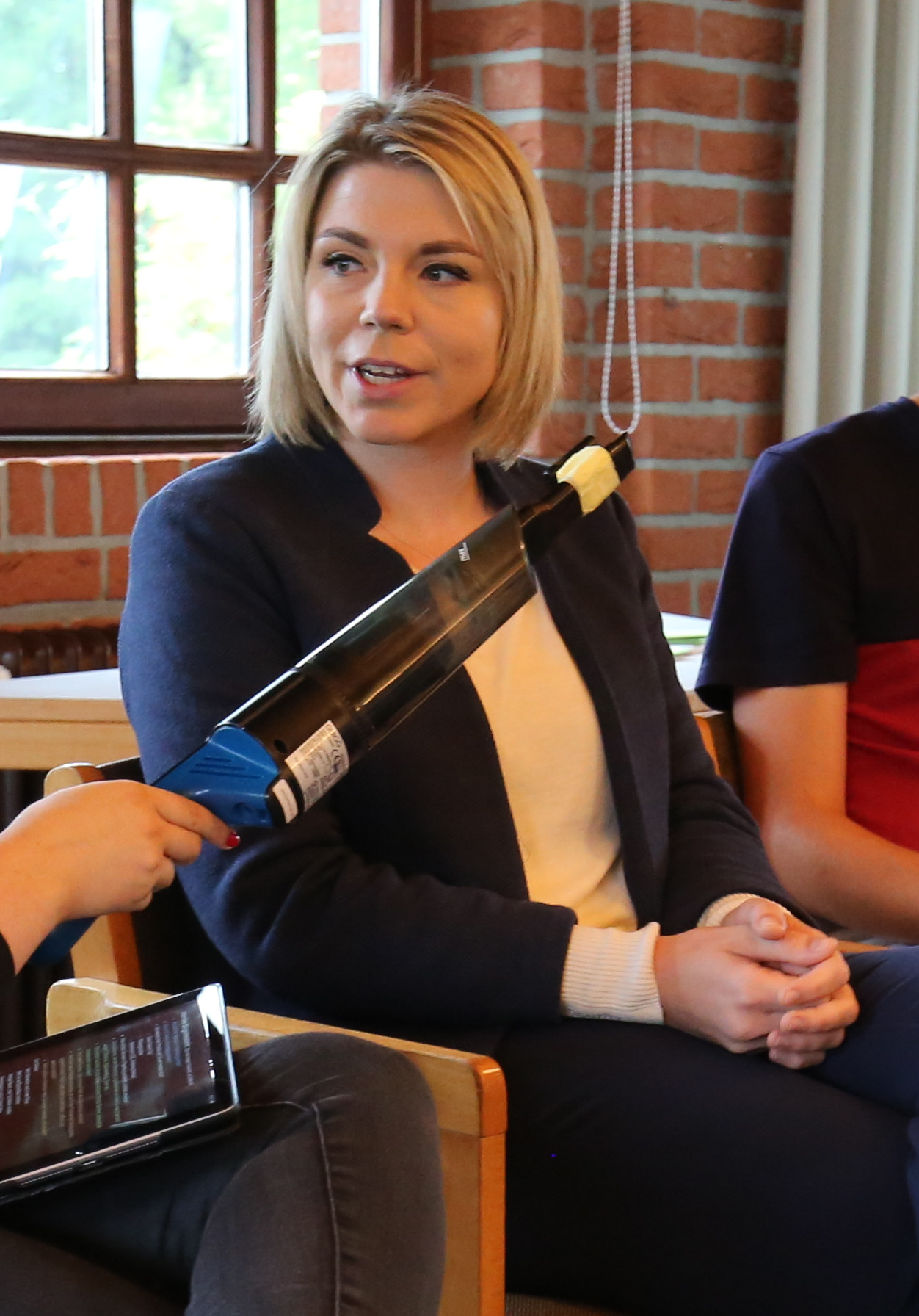
Vanessa Gattung, 2023

Vanessa Gattung (* 21. August 1989 in Offenbach am Main) ist eine deutsche Kommunalpolitikerin der SPD. Seit November 2021 ist sie Bürgermeisterin der Stadt Papenburg im Landkreis Emsland.

## Leben
1997 zog Vanessa Gattung mit ihren Eltern nach Papenburg. Dort legte sie ihren Schulabschluss an der Fachoberschule für Gesundheit und Soziales ab.
Nach zweijährigem USA-Aufenthalt begann sie ein Studium der Gerontologie an der Universität Vechta und beendete dieses 2017 mit einem Masterabschluss. Anschließend arbeitete sie als freiberufliche Dozentin in Bremen und als Koordinatorin für die Stadt Osnabrück und später für die Universität Osnabrück.

## Politische Laufbahn
2015 trat Vanessa Gattung in die SPD Papenburg ein. Im September 2021 setzte sie sich in der Stichwahl zur Bürgermeisterin von Papenburg gegen Pascal Albers (CDU) durch.